# موتور مثلثی نپیر
موتور مثلثی نپیر (نپیر دلتیک) یک موتور دیزلی دو زمانه انگلیسی است که ایده آن از موتور آلمانی یونکرس یومو ۲۰۵ گرفته شده‌است و تکامل یافته‌است. در کاربردهای دریایی و لوکوموتیو استفاده می‌شود و توسط شرکت نپیر و پسر D. Napier & Son طراحی و تولید شده‌است. به‌طور غیرمعمول، سیلندرها در یک آرایش مثلث قرار گرفته‌اند که یک میل لنگ در هر گوشه مثلث وجود دارد.

Animated diagram of Deltic engine

اصطلاح Deltic (به معنای "به شکل حرف یونانی (سرخط) دلتا") برای اشاره به موتورهای دیزلی با پیستون مخالف دلتیک E.130 و لوکوموتیوهای تولید شده توسط انگلیسی الکتریک با استفاده از این موتورها استفاده می‌شود. از جمله لوکوموتیو نمایشگر آن به نام DELTIC و نسخه تولیدی راه‌آهن بریتانیا که اینها را به عنوان (TOPS) کلاس ۵۵ تعیین می‌کند.
یک واحد قدرت دلتیک با اندازه نیم‌اندازه و توربوشارژ نیز در لوکوموتیو نوع ۲ ساخت انگلیسی الکتریک، که به‌عنوان کلاس ۲۳ شناخته می‌شود، استفاده می‌شود.

## تاریخچه طراحی
در سال ۱۹۴۳ دریاسالاری بریتانیا کمیته ای را برای توسعه یک موتور دیزلی با قدرت بالا و سبک‌وزن برای قایق‌های اژدر موتوری تشکیل داد. تا کنون در نیروی دریایی سلطنتی، چنین قایق‌هایی با موتورهای بنزینی رانده می‌شدند، اما سوخت بسیار قابل اشتعال آنها برخلاف قایق‌های الکتریک دیزل، آنها را در برابر آتش آسیب‌پذیر می‌کرد. اختراع یک موتور، از نظر پیچیدگی مشابه، اما با چهار رده پیستون، در سال ۱۹۳۰ توسط Wifredo Ricart، مرتبط با آلفارومئو، و سازنده کامیون اسپانیایی INI Pegaso Pat ES0118013 ثبت شده بود.
تا این زمان، موتورهای دیزلی نسبت قدرت به وزن ضعیف و سرعت پایین داشتند. قبل از جنگ، ناپیر پس از صدور مجوز نسخه‌های Junkers Jumo 204، روی یک طراحی دیزل هوانوردی به نام Culverin کار می‌کرد. به جای اینکه هر سیلندر یک پیستون داشته باشد و در یک سر آن با سر سیلندر بسته شود، طراحی مبتنی بر جومو از یک استوانه دراز حاوی دو پیستون مخالف استفاده کرد. این امر نیاز به سرسیلندر سنگین را از بین می‌برد. از جنبه منفی، طرح نیاز به میل لنگ‌های جداگانه در هر انتهای موتور داشت که باید از طریق چرخ دنده یا شفت جفت شوند. مزیت اصلی این طرح، تنفس یکنواخت و موتور نسبتاً «تخت» بودن آن بود.
دریاسالاری به موتور بسیار قوی تری نیاز داشت و از طرح‌های یونکرز برای موتورهای چند میل لنگ با فرم‌های مستقیم اطلاع داشت. دریاسالاری احساس کرد که اینها نقطه شروع معقولی برای یک طراحی بزرگتر خواهد بود. نتیجه یک مثلث بود، کناره‌های سیلندر که دو طرف آن را تشکیل می‌دادند، با میل لنگ در هر گوشه که توسط چرخ دنده‌هایی به یک محور خروجی متصل می‌شدند - عملاً سه موتور V-12 جداگانه. دلتیک را می‌توان با تعداد سیلندرهای مختلف تولید کرد. ۹ و ۱۸ متداول‌ترین بودند که به ترتیب دارای سه یا شش بانک سیلندر بودند. در سال ۱۹۴۶، دریاسالاری قراردادی با شرکت نپیر برای توسعه این موتور منعقد کرد.
یکی از ویژگی‌های موتور، نحوه تنظیم فاز میل لنگ برای اجازه دادن به درگاه اگزوز و تأخیر درگاه ورودی بود. این موتورها طرح‌های «یک جریان» نامیده می‌شوند، زیرا جریان گاز به داخل و خارج از سیلندر یکی از راه‌های است که به کمک دمنده‌ها برای بهبود خروج اگزوز سیلندر کمک می‌کند. ترتیب پورت ورودی/خروجی ورودی/خروجی/ورودی/خروجی/ورودی/خروجی در اطراف حلقه مثلثی است (یعنی آرایش منیفولد ورودی و خروجی دارای تقارن چرخشی C3 هستند).
تلاش‌های قبلی برای طراحی چنین موتوری با مشکل چیدمان پیستون‌ها برای حرکت صحیح، برای هر سه سیلندر در یک مثلث مواجه شد، و این مشکلی بود که باعث شد Junkers Motorenbau در حین ادامه کار روی شکل مثلث را پشت سر بگذارد. آقای هربرت پنواردن، نقشه‌بردار ارشد آزمایشگاه مهندسی دریاسالاری، پیشنهاد کرد که برای رسیدن به فازبندی صحیح پیستون، یک میل لنگ باید خلاف جهت عقربه‌های ساعت بچرخد. طراحان دنده‌های لازم را تولید کردند تا یکی از آنها در جهت مخالف دو چرخ دنده دیگر بچرخد.
هر میل لنگ را طوری تنظیم کردند که دو پیستون مجاور را که در سیلندرهای مختلف در یک صفحه کار می‌کردند، با استفاده از میله‌های اتصال «چنگال و تیغه» به هم متصل کنند. دومی یک پیستون «ورودی» برای باز و بسته کردن درگاه ورودی، و اولی یک پیستون «اگزوز» در سیلندر مجاور برای باز و بسته کردن درگاه اگزوز استفاده می‌شود. این امر باعث می‌شد تا شلیک در هر دسته از سیلندرها ۶۰ درجه از هم فاصله داشته باشد، اما ترتیبی اتخاذ شد که پیستون اگزوز هر سیلندر به پیستون ورودی آن با ۲۰ درجه چرخش میل لنگ هدایت شود. این باعث می‌شود که درگاه اگزوز به خوبی قبل از درگاه ورودی باز شود و درگاه ورودی بعد از درگاه اگزوز بسته شود، که هم منجر به حذف خوب گاز خروجی و هم بازده حجمی خوب برای شارژ هوای تازه می‌شود. این امر مستلزم آن بود که رویدادهای شلیک سیلندرهای مجاور ۴۰ درجه از هم فاصله داشته باشند. برای طراحی ۱۸ سیلندر، رویدادهای شلیک را می‌توان در هر شش بانک در هم آمیخت. این امر منجر به یکنواخت و وزوز اگزوز دلتیک شد، با احتراق شارژ در هر ۲۰ درجه چرخش میل لنگ، و فقدان لرزش پیچشی، ایده‌آل برای استفاده در کشتی‌های شکار مین. طراحی ۹ سیلندر که دارای سه سیلندر است، میل لنگ آن در جهت مخالف می‌چرخد. سرب اگزوز ۲۰ درجه به ۶۰ درجه بین سواحل اضافه می‌شود و رویدادهای شلیک را برای سیلندرهای مجاور در همان کناره با فاصله ۸۰ درجه از هم ایجاد می‌کند. درهم آمیختن رویدادهای شلیک در هر سه سواحل سیلندر همچنان به صدای اگزوز یکنواخت منجر می‌شود و احتراق شارژ در هر ۴۰ درجه چرخش میل لنگ و در نتیجه کاهش ارتعاش پیچشی رخ می‌دهد.